# Mistrzostwa Świata w Piłce Nożnej Plażowej 1999
Mistrzostwa świata w piłce nożnej plażowej 1999 – piąte rozgrywki o tytuł mistrza świata. Turniej został rozegrany na Copacabanie w styczniu 1999. Po raz drugi zwiększono liczbę zespołów biorących udział w turnieju, tym razem do 12. Zmieniony został także system rozgrywek, zespoły zostały podzielone na 4 grupy po 3 zespoły, z których po dwa awansowały do ćwierćfinałów.

## Zespoły zakwalifikowane
| Drużyna           | Strefa kwalifikacyjna | Liczba występów do tej pory | Najlepszy wynik                      | Ostatni występ |
| ----------------- | --------------------- | --------------------------- | ------------------------------------ | -------------- |
| Japonia           | Azja                  | debiutant                   | debiutant                            | debiutant      |
| Malezja           | Azja                  | debiutant                   | debiutant                            | debiutant      |
| Południowa Afryka | Afryka                | debiutant                   | debiutant                            | debiutant      |
| Stany Zjednoczone | Ameryka Północna      | 4                           | II miejsce (1995)                    | 1998           |
| Kanada            | Ameryka Północna      | 1                           | Faza Grupowa (1996)                  | 1996           |
| Brazylia          | Ameryka Południowa    | 4                           | Mistrzostwo (1995, 1996, 1997, 1998) | 1998           |
| Urugwaj           | Ameryka Południowa    | 4                           | II miejsce (1996, 1997)              | 1998           |
| Peru              | Ameryka Południowa    | 1                           | IV miejsce (1998)                    | 1998           |
| Francja           | Europa                | 2                           | II miejsce (1998)                    | 1998           |
| Hiszpania         | Europa                | 1                           | Faza Grupowa (1998)                  | 1998           |
| Portugalia        | Europa                | 2                           | Faza Grupowa (1997, 1998)            | 1998           |
| Włochy            | Europa                | 4                           | III miejsce (1996)                   | 1998           |

## Faza grupowa

### Grupa A
Tabela:
| lp | Reprezentacja | M | Z | R | P | Bramki  | Pkt |
| -- | ------------- | - | - | - | - | ------- | --- |
| 1. | Brazylia      | 2 | 2 | 0 | 0 | 25 - 10 | 6   |
| 2. | Japonia       | 2 | 1 | 0 | 1 | 12 - 14 | 3   |
| 3. | Francja       | 2 | 0 | 0 | 2 | 9 - 22  | 0   |

Wyniki:
| Brazylia | 15 - 5 | Francja |
| Brazylia | 10 - 5 | Japonia |
| Japonia  | 7 - 4  | Francja |

### Grupa B
Tabela:
| lp | Reprezentacja     | M | Z | R | P | Bramki | Pkt |
| -- | ----------------- | - | - | - | - | ------ | --- |
| 1. | Urugwaj           | 2 | 2 | 0 | 0 | 15 - 4 | 6   |
| 2. | Hiszpania         | 2 | 1 | 0 | 1 | 8 - 6  | 3   |
| 3. | Południowa Afryka | 2 | 0 | 0 | 2 | 1 - 14 | 0   |

Wyniki:
| Urugwaj   | 10 - 0 | Południowa Afryka |
| Hiszpania | 4 - 1  | Południowa Afryka |
| Urugwaj   | 5 - 4  | Hiszpania         |

### Grupa C
Tabela:
| lp | Reprezentacja | M | Z | R | P | Bramki | Pkt |
| -- | ------------- | - | - | - | - | ------ | --- |
| 1. | Peru          | 2 | 2 | 0 | 0 | 6 - 2  | 6   |
| 2. | Kanada        | 2 | 1 | 0 | 1 | 6 - 6  | 3   |
| 3. | Włochy        | 2 | 0 | 0 | 2 | 5 - 9  | 0   |

Wyniki:
| Peru   | 2 - 1 | Kanada |
| Peru   | 4 - 1 | Włochy |
| Kanada | 5 - 4 | Włochy |

### Grupa D
Tabela:
| lp | Reprezentacja     | M | Z | R | P | Bramki | Pkt |
| -- | ----------------- | - | - | - | - | ------ | --- |
| 1. | Portugalia        | 2 | 2 | 0 | 0 | 11 - 4 | 6   |
| 2. | Stany Zjednoczone | 2 | 1 | 0 | 1 | 9 - 7  | 3   |
| 3. | Malezja           | 2 | 0 | 0 | 2 | 4 - 13 | 0   |

Wyniki:
| Stany Zjednoczone | 7 - 2 | Malezja    |
| Portugalia        | 6 - 2 | Malezja    |
| Stany Zjednoczone | 2 - 5 | Portugalia |

## Faza Pucharowa

### Ćwierćfinały
| Urugwaj    | 7 - 6 | Stany Zjednoczone |
| Portugalia | 6 - 1 | Hiszpania         |
| Peru       | 7 - 3 | Japonia           |
| Brazylia   | 7 - 4 | Kanada            |

### Półfinały
| Portugalia | 5 - 2 | Peru    |
| Brazylia   | 5 - 2 | Urugwaj |

### Mecz o 3 miejsce
| Urugwaj | 7 - 6 | Peru |

### Finał
| Brazylia | 5 - 2 | Portugalia |

## Nagrody
- MVP: Jorginho ( Brazylia)
- Król strzelców: Junior ( Brazylia) & Matosas ( Urugwaj) - 10 bramek
- Najlepszy bramkarz: Pedro Crespo ( Portugalia)